# Olympische Sommerspiele 2020/Teilnehmer (Island)
| Gelbes Symbol für Goldmedaillen mit stilisierten Olympischen Ringen | Graues Symbol für Silbermedaillen mit stilisierten Olympischen Ringen | Braundes Symbol für Bronzemedaillen mit stilisierten Olympischen Ringen |
| ------------------------------------------------------------------- | --------------------------------------------------------------------- | ----------------------------------------------------------------------- |
| —                                                                   | —                                                                     | —                                                                       |

Island nahm an den Olympischen Spielen 2020 in Tokio teil. Es war die insgesamt 21. Teilnahme an Olympischen Sommerspielen.
Das Íþrótta- og Ólympíusamband Íslands nominierte vier Athleten in drei Sportarten. Zwei von ihnen – Guðni Valur Guðnason und Anton Sveinn McKee – waren bereits 2016 Teil der isländischen Delegation; Anton Sveinn McKee war zudem 2012 Mitglied der isländischen Mannschaft.

## Teilnehmer nach Sportarten

### Leichtathletik
Springen und Werfen 
| Athleten             | Wettbewerb | Qualifikation | Qualifikation | Finale        | Finale        | Rang |
| Athleten             | Wettbewerb | Weite/Höhe    | Rang          | Weite/Höhe    | Rang          | Rang |
| -------------------- | ---------- | ------------- | ------------- | ------------- | ------------- | ---- |
| Männer               |            |               |               |               |               |      |
| Guðni Valur Guðnason | Diskuswurf | keine Wertung | —             | ausgeschieden | ausgeschieden | —    |

### Schießen
| Athleten             | Wettbewerb       | Qualifikation   | Qualifikation | Finale          | Finale        | Rang |
| Athleten             | Wettbewerb       | Ringe/ Scheiben | Rang          | Ringe/ Scheiben | Rang          | Rang |
| -------------------- | ---------------- | --------------- | ------------- | --------------- | ------------- | ---- |
| Männer               |                  |                 |               |                 |               |      |
| Ásgeir Sigurgeirsson | 10 m Luftpistole | 570             | 28            | ausgeschieden   | ausgeschieden | 28   |

### Schwimmen
| Athleten                     | Wettbewerb     | Vorlauf     | Vorlauf | Halbfinale    | Halbfinale    | Finale        | Finale        | Rang |
| Athleten                     | Wettbewerb     | Zeit        | Rang    | Zeit          | Rang          | Zeit          | Rang          | Rang |
| ---------------------------- | -------------- | ----------- | ------- | ------------- | ------------- | ------------- | ------------- | ---- |
| Männer                       |                |             |         |               |               |               |               |      |
| Anton Sveinn McKee           | 200 m Brust    | 2:11,64 min | 24      | ausgeschieden | ausgeschieden | ausgeschieden | ausgeschieden | 24   |
| Frauen                       |                |             |         |               |               |               |               |      |
| Snæfríður Sól Jórunnardóttir | 100 m Freistil | 56,15 s     | 34      | ausgeschieden | ausgeschieden | ausgeschieden | ausgeschieden | 34   |
| Snæfríður Sól Jórunnardóttir | 200 m Freistil | 2:00,20 min | 22      | ausgeschieden | ausgeschieden | ausgeschieden | ausgeschieden | 22   |